# Olimpia Basket Matera

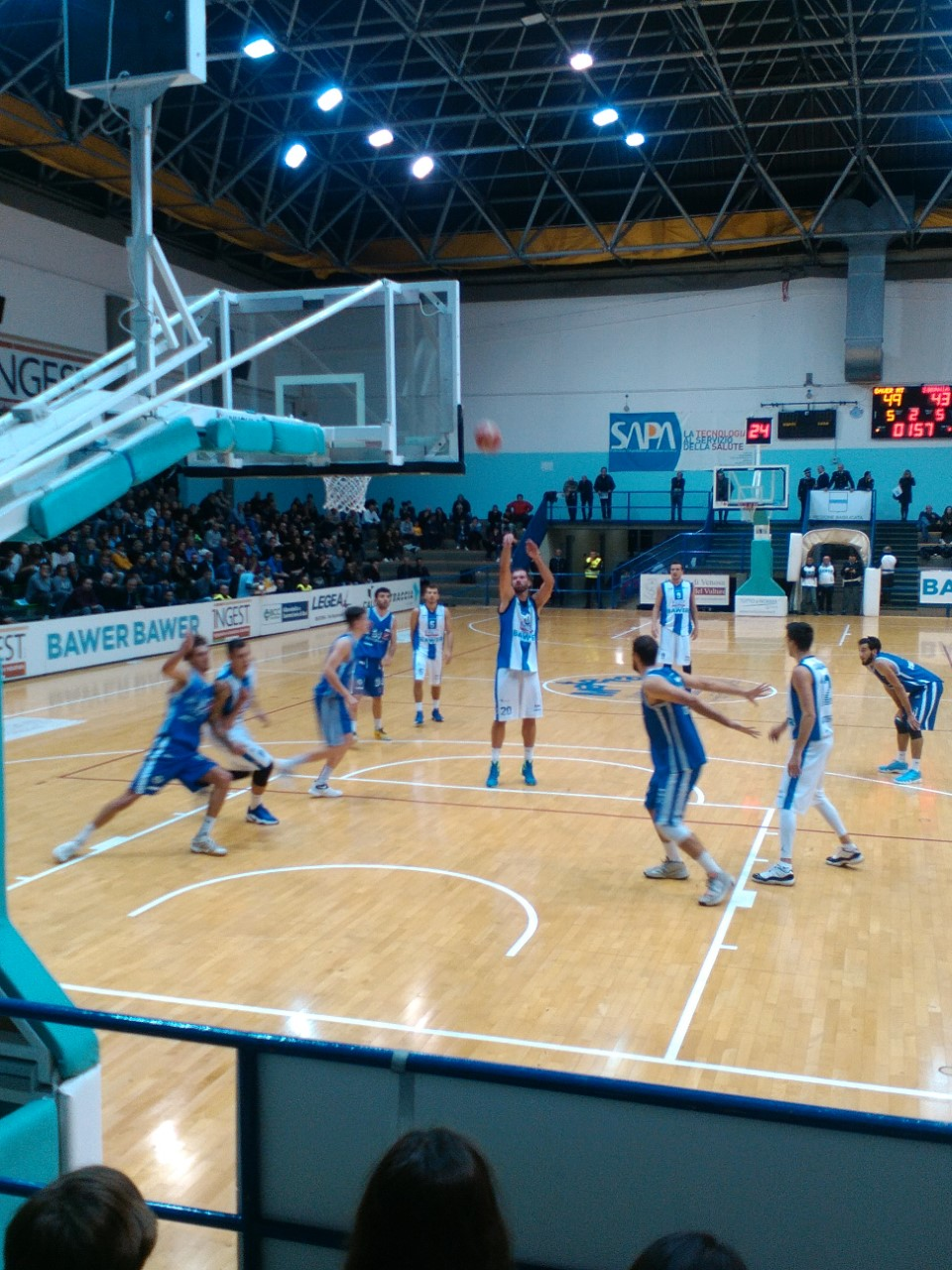
L'Olimpia al PalaSassi durante una partita del campionato di Serie B 2016-17

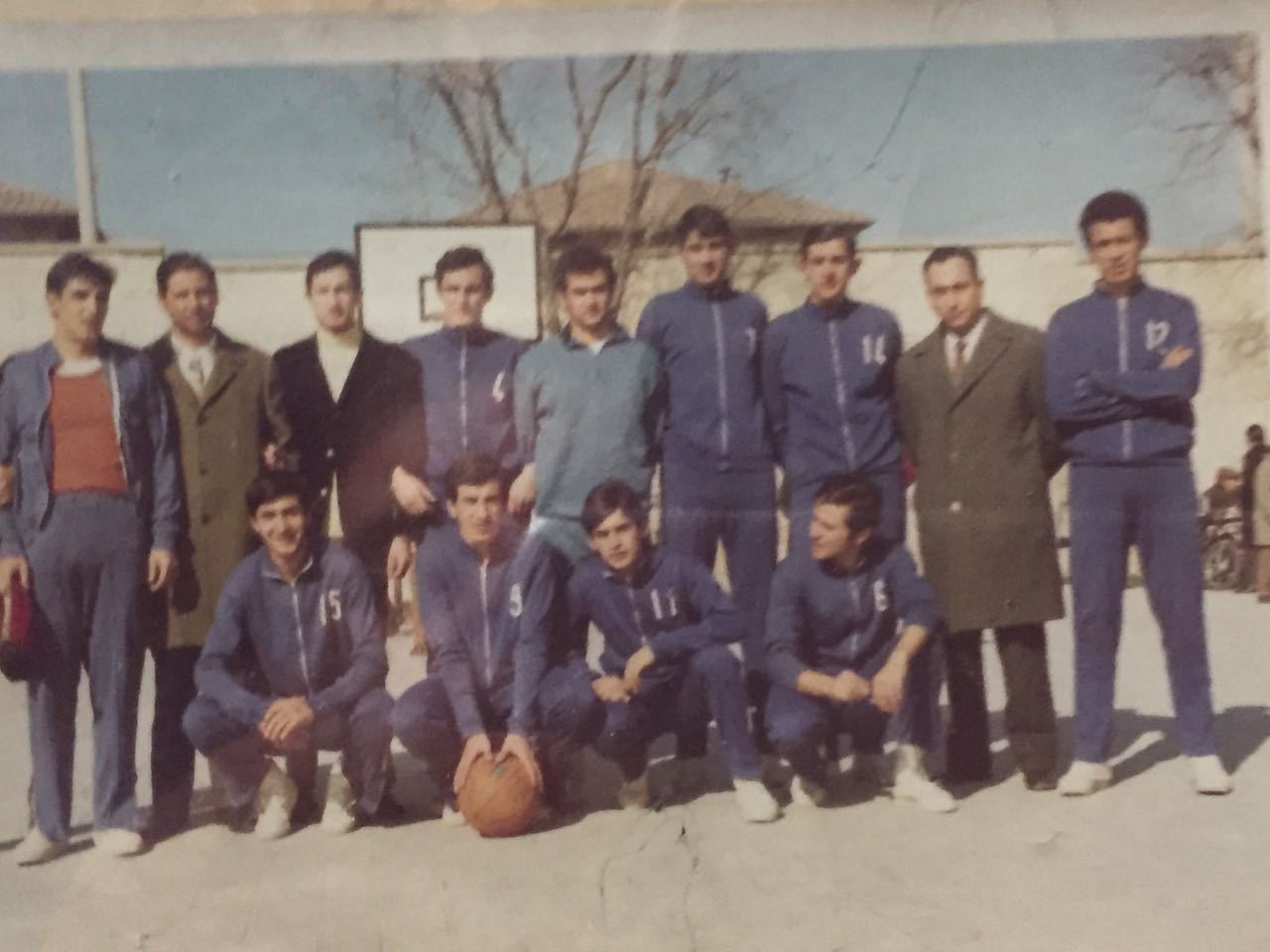
L'Olimpia Matera negli anni Settanta

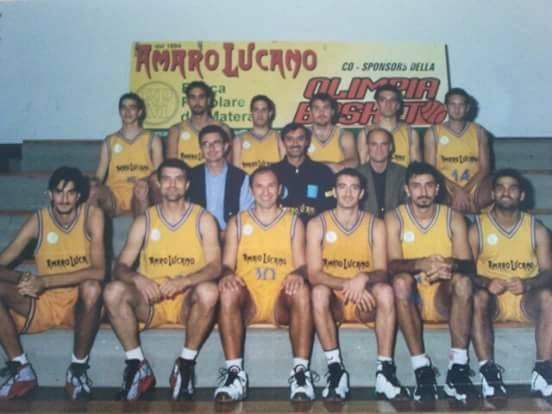
La rosa dell'Olimpia Matera al suo esordio in B1 nel 1998-99

L'Olimpia Basket Matera era la principale società di pallacanestro maschile della città di Matera. Fondata nel 1960, dopo aver militato molti anni in Serie B e per tre stagioni in Serie A2, nel 2020 rinuncia a disputare il campionato di competenza.

## Storia

### Le origini
L'Olimpia viene fondata nella stagione sportiva 1960-61 grazie alla passione di alcuni giovani del rione Piccianello di Matera: Giannino Grieco (primo presidente e primo allenatore-giocatore), Tonio Epifania, Marino Bellacicco, Domenico Bellacicco, Mario Fiore, Giuseppe Di Pede e Rocco Di Stefano. La società nei suoi primi anni di vita limita la propria attività al settore giovanile che viene affidato a tecnici e giocatori esperti come Michele Di Cuia, Tommaso Montemurro, Michele Spada e altri, vincendo quasi tutti i vari campionati giovanili e arrivando a disputare nel 1965, con Gianni Grieco allenatore, i campionati nazionali di Livorno posizionandosi all'ottavo posto nazionale.
Il vivaio materano produce tra gli anni Sessanta e Settanta giocatori che si faranno apprezzare in campionati professionistici come Umberto Malcangi che indosserà la maglia della Pallacanestro Cantù, Italo Massari e Luciano Cotrufo future bandiere della squadra negli anni Novanta.

### La crescita e l'approdo in serie C
Nel 1974 la società cambia rotta e decide di affiancare ai campionati giovanili la partecipazione a campionati senior con i propri giovanissimi atleti (Bruno Buono, Gianni Paradiso, Ele Rizzi, Massimo Amoroso, Vito Reale, Francesco Loschiavo, il compianto Andrea Di Chio, Francesco Paolicelli, Giuseppe Francione, Angelo Albanese, Erio Albanese,  Franco Schiavone, Aldo Capozza, Pasquale Doria, Giovanni Caragliano, Eustachio Ricciardi, Donato (detto Tino) Colucci, Franco Zunino, Pasquale Taratufolo, Fabio Iorio, Carmine Cotrufo, Dino Cotrufo, Mariano Maremonti, Gino Albanese). I risultati sono subito lusinghieri e l'Olimpia dopo aver vinto il campionato di Promozione approda nel 1977-78 in serie D campionato che all'epoca costituiva il quarto livello del basket nazionale.
Risale a quegli anni l'avvicinamento alla società del primo sponsor dell'Olimpia (fino a quel momento la formazione andava avanti grazie a collette tra i tifosi e autotassazioni): la società del rag.Ennio Pomarici chiamata Ellepi Diffusion. L'apporto finanziario del nuovo sponsor e la sensibilità del suo titolare permettono di far fronte agli accresciuti impegni e contribuiscono notevolmente al raggiungimento di traguardi sempre più ambiziosi.
A partire dal campionato 1979-1980 l'Olimpia supera i concittadini dello Sporting, sino ad allora prima squadra della città. A livello societario Luciano Silvano e Michele Vizziello subentrano a Italo Ruggi e l'avvicendamento coincide con una storica impresa: il 13 aprile 1980 l’Olimpia Ellepì Diffusion termina la stagione al primo posto nella poule per la Serie C2 (allenatore Giannino Grieco) vincendo un drammatico incontro a Messina per 103 a 98. Nel 1981 al timone del club resta Michele Vizziello, che rimarrà presidente fino al 2009 e presidente onorario fino al 2016.

### Gli anni Novanta e Duemila tra serie B2 e B1
Nel 1984 l'Olimpia, ora sponsorizzata Amaro Lucano, approda in serie C1 e nel 1986 accede per la prima volta alla serie B2 dove disputa diverse stagioni di buon livello, raggiungendo più volte i play-off. Nella stagione 1997-98 conquista la prima storica promozione in serie B1 campionato in cui rimane una sola stagione: l'annata 1998-99 è infatti avara di successi e l'Olimpia finisce all'ultimo posto con 12 punti all'attivo. La formazione materana nella sua prima apparizione in Serie B1, con allenatore Michele Ciracì, era la seguente: Massari (cap.), Cotrufo, Zucchi, Guzzone, Iaselli, Crescenzi, Schilardi, Barletta, Corvino, Rossi Pose, Padalino, Filazzola.
Il ritorno in serie B d'Eccellenza avviene nel 2004 stagione in cui la squadra allenata da Roberto Miriello guida il campionato di B2 per tutta la stagione chiudendo in testa con trentasei punti e il miglior attacco del torneo. Protagonisti del trionfo sono i giocatori Enrico Tenerini, Nicola Basanisi, Luca Giuffrida, Domenico Castellitto e Salvatore Alfonso.
Da allora l'Olimpia ha disputato otto stagioni nel campionato denominato prima Serie B1 e poi Divisione Nazionale A, disputando i play-off nelle stagioni 2004-05 e 2007-08, ed i play-out nelle stagioni 2005-06, 2006-07 e 2008-09. Nella stagione 2009-10, con l'undicesimo posto ottenuto nella stagione regolare, l'Olimpia Basket consegue il diritto a partecipare al campionato di serie A Dilettanti nel 2010-11, campionato in cui la squadra conclude la stagione regolare al settimo posto in classifica e grazie alla vittoria nei play-out raggiunge la salvezza. L'Olimpia ottiene così il diritto a partecipare per l'ottavo anno consecutivo al massimo campionato dilettanti previsto dalla riforma dei campionati nella stagione 2011-12; nella Divisione Nazionale A FIP 2011-2012 giunge all'ultimo posto nel girone di Divisione Sud-Ovest della Conference Centro-Sud, ma riesce comunque a raggiungere la salvezza al secondo turno dei play-out.

### Le tre stagioni in A2 e il ritorno in serie B
Dalla stagione 2012-13 Giovanni Benedetto diventa il nuovo coach della squadra e il roster viene rinforzato grazie agli ingaggi di Antonio Iannuzzi, Sebastiàn Vico, Carlo Cantone e Massimo Rezzano. In campionato i biancoazzurri chiudono al secondo posto la regular season dietro solamente alla PMS Torino. Nei play-off superano in semifinale la Fortitudo Agrigento in gara-5 al Palasassi davanti a 3000 spettatori, ma in finale si devono arrendere alla PMS Torino. Nello stesso anno l'Olimpia raggiunge la finale della Coppa Italia LNP 2012-13, persa contro la Pallacanestro Lago Maggiore.
Per la stagione 2013-14 viene riconfermato coach Giovanni Benedetto e anche i giocatori Iannuzzi, Vico, Cantone e Rezzano. A questi si aggiungono i due statunitensi Anthony Jones e Kyle Austin, il pivot Marco Maganza ed i giovani Luca Bolletta e Daniele Toscano. La stagione regolare risulterà un po' sotto le aspettative mentre nei play-off la squadra della città dei Sassi, dopo aver battuto nei quarti il Treviglio verrà eliminata in semifinale dall'Assigeco Casalpusterlengo. A fine stagione la società e coach Benedetto trovano l'accordo per una rescissione consensuale, il suo posto è preso dal napoletano Giampaolo Di Lorenzo.
In estate la squadra viene completamente rinnovata con l'acquisto degli italiani Matteo Fallucca, Lorenzo Baldasso, Marco Cucco e Gabriele Giarelli, Daniele Bonessio, Juan Manuel Caceres e Valerio Circosta e dei due statunitensi Josh Greene e Jordan Smith Richard. A fine ottobre la squadra di rafforza con l'acquisto del pivot Marco Tagliabue. L'Olimpia tuttavia non riesce a ripetere i risultati positivi delle precedenti stagioni e a fine campionato la squadra riuscirà a mantenere la categoria solo per il rotto della cuffia.
La stagione seguente è totalmente negativa, non basta l'esperienza di Jiří Hubálek, Brian Chase e Giovanni Rugolo ad evitare una retrocessione avvenuta con abbondante anticipo rispetto alla fine del campionato. La mancanza di un pivot di categoria e il vorticoso alternarsi di allenatori sulla panchina biancazzurra pone fine all'esperienza dell'Olimpia nella seconda serie nazionale dopo tre stagioni.
Nell'estate del 2016 si parla di un ripescaggio in Serie A2 a causa delle vicissitudini societarie della Virtus Roma ma in agosto il club capitolino risolve le sue problematiche e per l'Olimpia Matera viene confermata l'iscrizione alla Serie B girone D. La rifondazione parte dal ritorno in panchina di coach Roberto Miriello, già artefice della promozione in B1 nel 2004, e dalla conferma del capitano Gianni Cantagalli. A rinforzare ulteriormente la rosa arrivano Federico Lestini, Nicolò Ravazzani e un gruppo di giovani promettenti tra cui Stefano Laudoni e il senegalese Adama Ba. Tra alti e bassi l'Olimpia chiude la regular season al sesto posto e si arrende al primo turno dei play-off alla Pallacanestro Palestrina. Al termine della stagione i vertici societari decidono di non confermare coach Miriello e di mettersi alla ricerca di una nuova guida tecnica, individuata, per la stagione 2017/2018, in Giovanni Putignano.
Al nuovo coach la società mette a disposizione un roster che è un giusto mix di esperienza e giovani talenti e la stagione regala al pubblico materano una buona serie di risultati positivi intervallati da qualche stop contro le big. La solidità dei due argentini Ignacio Ochoa e Franco Migliori affiancata alla voglia di emergere di Diego Terenzi e Leonardo Battistini consentono alla formazione biancazzurra di conquistare il sesto posto in regular season con sedici vittorie e quattordici sconfitte. Ai play-off però, l'Olimpia deve arrendersi ai quarti di finale contro la Virtus Cassino che si garantisce l'accesso alle semifinali con due vittorie intervallate dal successo materano al PalaSassi in gara due.
La stagione 2018/2019 riparte con un roster completamente rinnovato, affidato al coach Agostino Origlio - affiancato dal vice Antonio "Titto" Carone. La stagione si conclude con il quarto posto nella stagione regolare e la semifinale dei play-off.
La storia dell'Olimpia termina quando rinuncia di iscriversi al campionato 2020-2021 per motivi dirigenziali ed economici. Da allora la società non è stata più rifondata. Al suo posto è nata la  Virtus Basket Matera  che attualmente milita in serie B.

## Palmarès

### Altri piazzamenti
- Serie B1

secondo posto: 2012-13, finale play-off, finale Coppa Italia Divisione Nazionale A.

## Riconoscimenti
- Stella di bronzo al Merito Sportivo CONI: 1987
- Stella d'argento al Merito Sportivo CONI: 1998

L'Olimpia ha ricevuto una stella di bronzo al merito sportivo CONI nel 1987 e una stella d'argento al merito sportivo CONI nel 1998.

## Record

### Record individuali
Nell'Olimpia Matera hanno militato ben quattro giocatori che nel corso della loro carriera hanno superato il muro dei diecimila punti realizzati: Luigi Delli Carri (15282 punti), Erio Albanese (10529), Antonio "Luca" Giuffrida (10305), Domenico "Mimmo" Castellitto (10164).

## Roster 2018-19
|    | Naz.                                     | Ruolo | Sportivo             | Anno | Alt. |  | Note |
| -- | ---------------------------------------- | ----- | -------------------- | ---- | ---- |  | ---- |
| 14 | Italia (bandiera)                        | AG    | Giacomo Sereni       | 1984 | 198  |  |      |
| 2  | Italia (bandiera)                        | AP    | Mario Mancini        | 1999 | 200  |  |      |
| 4  | Italia (bandiera)                        | P     | Renato Buono         | 1994 | 190  |  |      |
| 6  | Italia (bandiera)                        | G     | Pasquale Battaglia   | 1993 | 187  |  |      |
| 8  | Italia (bandiera)                        | G     | Maurizio Del Testa   | 1989 | 187  |  |      |
| 10 | Italia (bandiera)                        | AP    | Daniel Datuowei      | 1999 | 190  |  |      |
| 11 | Italia (bandiera)                        | C     | Andrea Iannilli      | 1984 | 207  |  |      |
| 12 | Italia (bandiera)                        | P     | Daniele Merletto     | 1993 | 175  |  |      |
| 17 | Italia (bandiera) · Argentina (bandiera) | AG    | Enzo Cena            | 1992 | 200  |  |      |
| 19 | Italia (bandiera)                        | AG    | Matteo De Leone      | 1997 | 198  |  |      |
| 7  | Italia (bandiera)                        | P     | Alberto Montemurro   | 2001 | 180  |  |      |
| 23 | Italia (bandiera)                        | P     | Domenico Centoducati | 2000 | 201  |  |      |
| 33 | Italia (bandiera)                        | P     | Daniele Lopane       | 2001 | 181  |  |      |

## Organigramma societario
- Staff dirigenziale:

Presidente:  Rocco Luigi Sassone
Presidente Onorario: Pasquale Lorusso
Consigliere: Massimo Checchi
Direttore generale: Cristiano Grappasonni
Direttore Amministrativo: Antonio Manfredi
Allenatore settore giovanile: Francesco Losito
Dirigente accompagnatore: Nicola Filazzola
Addetto sicurezza arbitri e palazzetto: Vito Montemurro
Addetto logistica ed infrastrutture: Michele Cipolla
Addetto Stampa e Comunicazione: Giovanni Veglia
Addetto Statistiche e Comunicazione: Nicola Iacovone  Addetto Statistiche e Comunicazione: Alessandro Venturo
Fotografo: Roberto Linzalone
Addetto Dirette Streamig: Francesco Cambione
Addetto S.I.A.E. e segreteria: Emanuele Porcari
Coordinatore tifosi: Domenico Tenerelli
Progetti sociali: Carlo Melodia
- Staff tecnico

Coach: Agostino Origlio
Assistant coach: Daniele Serrelli
Preparatore atletico: Erio Albanese
Medico sociale: Paolo Vizziello
Massaggiatore: Eustachio Loperfido

## Sponsor
| Anni                  | Main Sponsor                |
| --------------------- | --------------------------- |
| 1978-1981             | Ellepi Diffusion            |
| 1981-1991 e 1996-1999 | Amaro Lucano                |
| 1991-1993             | Impes Group                 |
| 1993-1995             | Pamar Ceramiche             |
| 1999-2001             | Centrotermico               |
| 2001-2004             | Banca Popolare del Materano |
| 2004-2005             | Axe                         |
| 2005-2019             | Bawer                       |
| 2019-oggi             | Bawer - Ingest              |